# Association sportive motocycliste de France
Ne doit pas être confondu avec Academy of St Martin in the Fields (ASMF).
 (décembre 2017).
L’Association sportive motocycliste de France (ASMF) est une association française fondée le 23 septembre 1975, dont la vocation est d'assurer une meilleure représentativité et une protection à la communauté gay fétichiste du cuir, et de prévenir les IST. 
Le siège de l'association se situe  au centre LGBT Paris Ile-deFrance.
Son action est symbolisée par un aigle entouré d'une lourde chaîne.

## Activités
L'ASMF est le 1er "club" gay fétichiste cuir, créé en 1975 alors que l'homosexualité était encore un délit. Son nom intègre les lettres SM, rappel aux pratiques sexuelles liées à la communauté cuir.
Elle est signataire de la charte de responsabilité et de prévention d’Enipse (Équipe nationale d'intervention en prévention et santé pour les entreprises) et membre de l’ECMC (European Confederation of Motorcycle Clubs).
L'association est reconnue pour son action en faveur de la prévention des infections sexuellement transmissibles et de soutien aux personnes infectées par le VIH mais également pour ses événements festifs (au premier rang desquels figurent les Nuits de l'ASMF).
L'ASMF est également titulaire des droits et de la marque Mister Leather France, concours qu'elle organise chaque année et dont le gagnant a pour mission de représenter les valeurs de l'association durant l'année de son mandat.

## Structure et organisation
L'ASMF est une association loi de 1901 dirigée par un conseil d'administration composé d'une dizaine de membres élus. Le Refuge est présidé par Bruno "Leatheraddict", tandis que son vice-président est Hugues Fischer, militant associatif de longue date, membre de Conseil national du sida et des hépatites virales.
Le milieu cuir est essentiellement structuré en clubs. L’entrée dans un club cuir n’est pas une simple adhésion à une association. Parmi les usages les plus communs figurent le parrainage, la cooptation, l’intronisation, l’engagement au respect des règles du club. Les règles sont variables selon les clubs, certains sont très sélectifs mais la fraternité et l’entraide entre les membres sont des règles essentielles communes à tous les clubs. L'ASMF a ainsi facilité et encouragé la création de clubs dans plusieurs régions françaises (Fetish Lyon à Lyon).
Présidents :
- Lionel Lamandour[5]

## Le concours Mister Leather France
Une fois par an, l'ASMF organise le concours Mister Leather France, ainsi que plusieurs concours régionaux, en partenariat avec les clubs locaux. Loin d'être un simple concours de beauté, le concours vise à faire émerger une figure charismatique, faisant office de porte-parole de la communauté cuir française afin d'assurer une représentation au sein de la communauté homosexuelle.
Le Français Eric Guttierez a franchi toutes les étapes du concours. Élu Mister Leather Île-de-France puis Mr Leather France en 2010, il a ravi le titre de Mr Leather Europe 2010 puis à Chicago en 2011 est devenu le 33e International Mister Leather face aux 52 autres candidats du monde entier.